# National Provincial Championship Division 3 1987
La National Provincial Championship Division 3 1987 fue la tercera edición de la tercera división del principal torneo de rugby de Nueva Zelanda.

## Sistema de disputa
Los equipos enfrentan a los equipos restantes de su zona en una sola ronda.
- El equipo que finaliza en la primera posición al finalizar el torneo se corona campeón y asciende directamente a la Segunda División.

## Clasificación
Tabla de posiciones
| Pos. | Equipo        | Encuentros | Encuentros | Encuentros | Encuentros | Tantos | Tantos | Tantos | PB | PB | Puntos |
| Pos. | Equipo        | PJ         | PG         | PE         | PP         | F      | C      | Dif    | BO | BD | Puntos |
| ---- | ------------- | ---------- | ---------- | ---------- | ---------- | ------ | ------ | ------ | -- | -- | ------ |
| 1.º  | Poverty Bay   | 7          | 7          | 0          | 0          | 240    | 191    | +171   | 0  | 0  | 28     |
| 2.º  | Horowhenua    | 7          | 5          | 0          | 2          | 127    | 101    | +26    | 0  | 0  | 20     |
| 3.º  | Thames Valley | 7          | 4          | 0          | 3          | 111    | 97     | +14    | 0  | 2  | 18     |
| 4.º  | Nelson Bays   | 7          | 4          | 1          | 2          | 112    | 142    | -30    | 0  | 0  | 18     |
| 5.º  | East Coast    | 7          | 4          | 0          | 3          | 123    | 116    | +7     | 0  | 2  | 16     |
| 6.º  | West Coast    | 7          | 1          | 2          | 4          | 84     | 129    | -45    | 0  | 1  | 9      |
| 7.º  | Buller        | 7          | 1          | 1          | 5          | 90     | 141    | -51    | 0  | 0  | 6      |
| 8.º  | North Otago   | 7          | 0          | 0          | 7          | 60     | 161    | -101   | 0  | 2  | 2      |

|  | Campeón, asciende a Segunda División. |

| Bandera de Nueva Zelanda |
| Campeón Poverty Bay      |
| Primer título            |